# Teuchophorus bulohensis
Teuchophorus bulohensis är en tvåvingeart som beskrevs av Patrick Grootaert 2006. Teuchophorus bulohensis ingår i släktet Teuchophorus och familjen styltflugor.
Artens utbredningsområde är Singapore. Inga underarter finns listade i Catalogue of Life.